# ボニファシオ海峡

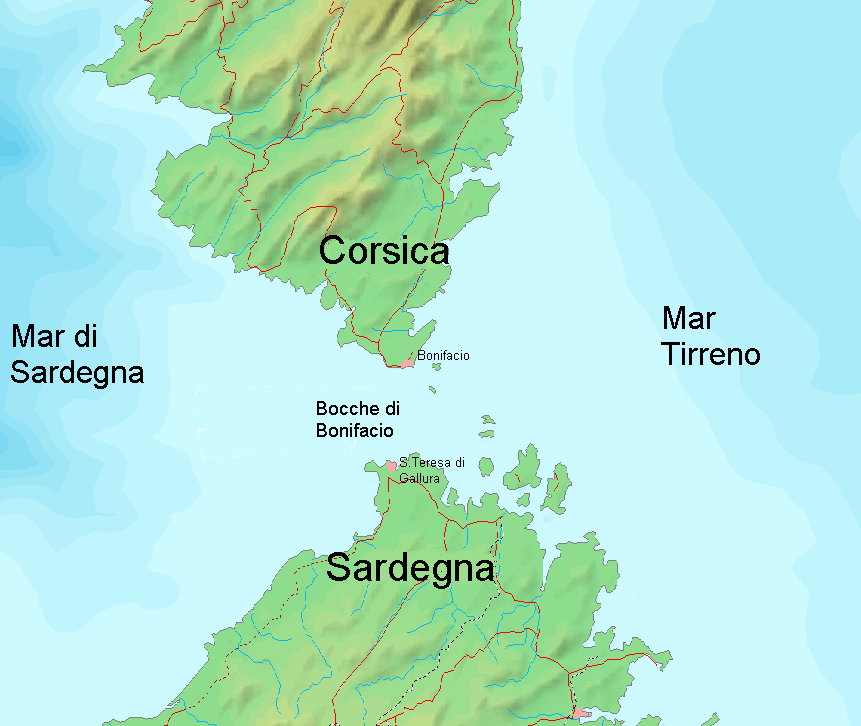
コルシカとサルデーニャを分けるボニファシオ海峡

ボニファシオ海峡（ボニファシオかいきょう、サルデーニャ語:Buccas de Bonifatziu、フランス語: Bouches de Bonifacio、イタリア語: Bocche di Bonifacio）は、フランス領コルシカ島とイタリア領サルデーニャ島との間の海峡である。
幅は約11kmでティレニア海を西地中海（サルデーニャ海）から分けている。
2011年に、フランス、イタリアの両国政府の申請に基づき、国際海事機関（IMO）が特別敏感海域に指定した。